# Ambalahonko
Ambalahonko is een plaats in Madagaskar gelegen in de regio Diana. In 2001 telde de plaats bij de volkstelling ongeveer 6000 inwoners.
De plaats biedt lager onderwijs. 98% van de bevolking is landbouwer. Er wordt met name koffie en sinaasappelen verbouwd. Ook wordt er cacao en vanille verbouwd. 0,5% van de bevolking is werkzaam in de dienstensector. Verder houdt 1,5% van de bevolking zich bezig met visserij.